# Hannibal Orgas
Hannibal (Annibale) Orgas (* vermutlich zwischen 1581 und 1585; † 5. Juli 1629 in Raciborowice bei Krakau) war ein italienischer Kapellmeister und Komponist.

## Leben
Nach dem Studium in Rom bei Asprilio Pacelli am Collegium Germanicum war er zunächst dort für einige Jahre Kapellmeister (1610 bis 1616). Ab 1622 wirkte er in Krakau als Domkapellmeister.
Von seinem angeblich umfangreichen Werk ist nur wenig überliefert. Neben zwei vierstimmigen Motetten liegen nur 22 mehrstimmige Vokalwerke vor.